# إغوانة سوداء
إغوانة سوداء (الاسم العلمي: Ctenosaura similis) (بالإنجليزية: Black spinytail iguana)‏ هي نوع من الزواحف تتبع جنس الإغوانة شائكة الذيل من الفصيلة الإغوانية.